# LogMeIn Hamachi
LogMeIn Hamachi és un programa informàtic gratuït (freeware) configurador de xarxes privades virtuals. És capaç d'establir enllaços directes entre ordinadors que estan sota firewalls de NAT sense necessitar reconfiguració. En altres paraules, estableix una connexió a través d'Internet per crear un entorn virtual que simula una xarxa d'àrea local formada per ordinadors remots. Actualment existeixen versions beta per Mac i Linux, i una versió completa per Microsoft Windows. Finalment, Hamachi va ser adquirit per LogMeIn el 8 d'agost del 2006.
Hamachi és un sistema VPN d'administració centralitzada que consisteix en un clúster servidor administrat pel venedor del sistema i el programari client, el qual és instal·lat en els ordinadors dels usuaris.